# آذرگوی
آذرگوی (به انگلیسی: Fireball) شهابی را گویند که از شهاب‌های عادی درخشنده‌تر است. اتحادیه بین‌المللی اخترشناسی، آنرا اینطور تعریف می‌کند که از هر سیاره‌ای درخشش بیشتری دارد (یعنی از قدر ظاهری ۴− (حدود درخشندگی ناهید) درخشان‌تر است). آذرگوی‌ها چگالی کمی دارند و هنگام برخورد با جو زمین، سرعتی بین ۱۱ تا ۷۲ کیلومتر در ثانیه دارند.
یک آذر گوی به قدر ۴- تکه آهن یا سنگی به وزن ۵۰ گرم است. برای آنکه آذرگویی با نورانیت شدید مثلاً از قدر ۱۲- دیده شود وزنش حتماً باید ۳ تا ۵ کیلوگرم باشد. چنین آذر گویی حتماً به زمین می‌افتد در واقغ شهاب‌هایی نورانی‌تر از قدر ۸- بدون شک خود را به زمین می‌رسانند.
نورانی‌ترین آذر گویی که تاکنون مشاهده و ثبت شده‌است شهابی از قدر تقریبی ۲۲- (به نورانیت خورشید) بوده‌است که در شب ۱۳ آذر ۱۳۵۱ آسمان منطقه سوماوا در کشور چک را برای مدتی روشن کرد. متأسفانه هیچ تکه‌ای از این آذر گوی یافت نشد. آذر گوی‌های نورانی گاهی چنان منفجر می‌شوند که چیزی از آنها باقی نمی‌ماند و آنها را بولید (به انگلیسی: Bolide) می‌نامند. قدر ظاهری بولید ۱۴− یا از آن درخشانتر است. البته اتحادیه بین‌المللی اخترشناسی تعریفی رسمی برای بولید ارائه نکرده‌است و آنرا عموماً با آذرگوی مترادف در نظر می‌گیرد. اخترشناسان غالباً وقتی از واژه بولید استفاده می‌کنند که منظور نظرشان آذرگویی باشد بسیار درخشان و مخصوصاً آنی که منفجر هم بشود. در اواخر قرن بسیتم میلادی اینطور باب شد که هر شی آسمانی را که با زمین برخورد کند و منفجر شود را، بدون توجه به اینکه سیارک باشد یا شهاب، بولید بنامند.

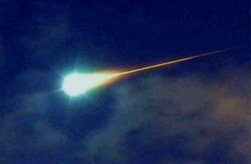
بولید

## بازگشتار
1. ↑  Zay, George (1999-07-09). "MeteorObs Explanations and Definitions (states IAU definition of a fireball)". Meteorobs.org. Archived from the original on 2011-10-01. Retrieved 2011-09-16.
2. ↑  Di Martino, Mario; Cellino, Alberto (2004). "Physical properties of comets and asteroids inferred from fireball observations".  In Belton, Michael J. S.; Morgan, Thomas H.; Samarasinha, Nalin;  et al. (eds.). Mitigation of hazardous comets and asteroids. Cambridge University Press. p. 156. ISBN 0-521-82764-7.
3. ↑  Rogers, John J. W. (1993). A History of the Earth. Cambridge University Press. p. 251.

- آسیموف، ایزاک، دانشنامه جهان،  شماره ۴، تهران: دفتر نشر فرهنگ اسلامی، چاپ پنجم، ۱۳۷۴خ، ص۳۲.
- دگانی، مایر، نجوم به زبان ساده، تهران: نشر گیتاشناسی، چاپ پنجم (ویرایش جدید)، ۱۳۸۷خ، ص۹.

- Wikipedia contributors, "Meteoroid," Wikipedia, The Free Encyclopedia, http://en.wikipedia.org/w/index.php?title=Meteoroid&oldid=261429300